# 響馬
響馬，即华北騎馬攔路的馬賊之一种。劫掠時先施放響箭，故稱為「響馬」。

## 響馬軍
明代馬政危害甚遠。時政府推動馬匹「民牧」，在河北、河南、山東、江蘇、安徽等地實行；訂有應納馬駒數，若不夠，養馬戶須賠償，養馬戶多因此破家，轉為「響馬」，以盜謀生。正德五年（1510），直隸霸州（今河北霸縣）文安縣人劉六、劉七、楊虎等人起義，一呼百應，聚流民、響馬、屯軍數千人，屢敗官軍，被政府呼作「響馬盜」，三年後才被弭平。

## 山東響馬
特稱是山東地區民國初年以前古代逢荒年出現騎馬之結隊的绿林好汉、强人；因山東境內多泰山山脈、膠東丘陵等山地，又是產糧大省，強人在劫掠道路或突襲官軍後易於退入山地自守且不缺給養；犯案前常以「官兵奈我何！」挑釁，在馬上放哨箭發出響聲; 在山東地方戲曲「梆子」有曲牌名「響馬」；他們在行動前習慣先放響箭示警，常騎馬來去故稱響馬。
山東是全國土匪問題最為嚴重的省份之一。據統計，1918年，山東約30個州縣曾擁有土匪三萬多名，步馬槍約2.3萬枝，自來得槍3,000餘枝，他種手槍2,800餘枝。而魯西東昌一帶就曾擁有「土匪一萬餘人，匪首300餘人」。到1930年，山東境內的土匪人數超過20萬人。山東土匪都是有武裝、有組織的，大的成千累萬，具有較強的戰鬥力（如劉桂棠部號稱「黑旗軍」，曾流竄整個華北）。1921年11月，北洋陸軍一營剿匪官軍在曹州劉莊便被擊敗7。至於發生於1923年5月的臨城劫車案更是震驚中外的大事。1923年5月5日孫美瑤率領1000人響馬快馬追上津浦線往天津之火車的山東火車大劫案（擄外國人39人，華人71人；曾經撕票英國人1人）劫持搜刮；  最後一次響馬集群活動是1960年大饑荒時期省長譚啟龍給省委第一書記舒同的信中披露的魯南地區二百多起結夥持槍劫車、搶糧案件，每件都有數百人參加，搶走糧食二十萬余斤   ；時至今日，山間道路上雖已不再有結夥騎馬攔路之悍匪，然[山東響馬]之名號，習氣與記憶依然在山區和半島沿海民眾間流傳，黑社會以舊式響馬自許者，如今往往又兼營多種工商產業，亦是別具一格。
《山東響馬》也是一出影響較大的傳統粵劇劇目，它自面世後，即與素負盛名的《羅成寫書》、《三氣周瑜》等量齊觀，成為演小武行當所必修、必演的劇目，係清末報人陳聽香編纂。

## 相關
- 東北鬍子
- 陕西刀客
- 馬賊
- 山賊
- 海盜、華南海盜
- 土匪